# Перець Вадим Григорович
Вадим Григорович Перець (нар. 28 квітня 1969, м. Теребовля Тернопільської області) — український редактор, правник, громадський діяч. Депутат Тернопільської міської ради 3-х скликань (від 1998).

## Життєпис
Закінчив Львівський лісотехнічний інститут (1993 р., нині Національний лісотехнічний університет України), юридичний факультет Львівського національного університету (2004).
Від 1996 року — шеф-редактор 1-ї в м. Тернополі безкоштовної рекламно-інформаційної газети «У кожен дім»; очолює ТзОВ «Дім», директор видавництва «А-Прінт». Від 2002 — директор благодійного культурно-мистецького фонду імені Й. Сліпого.
Голова оргкомітету зі встановлення в Тернополі пам'ятника патріарху Йосифу Сліпому.
У 2006 році балотувався на посаду мера Тернополя.

## Нагороди
- Медаль імені Митрополита А. Шептицького.
- 2 відзнаки Блаженнійшого Кардинала Любомира Гузара.